# Extravio de bagagem

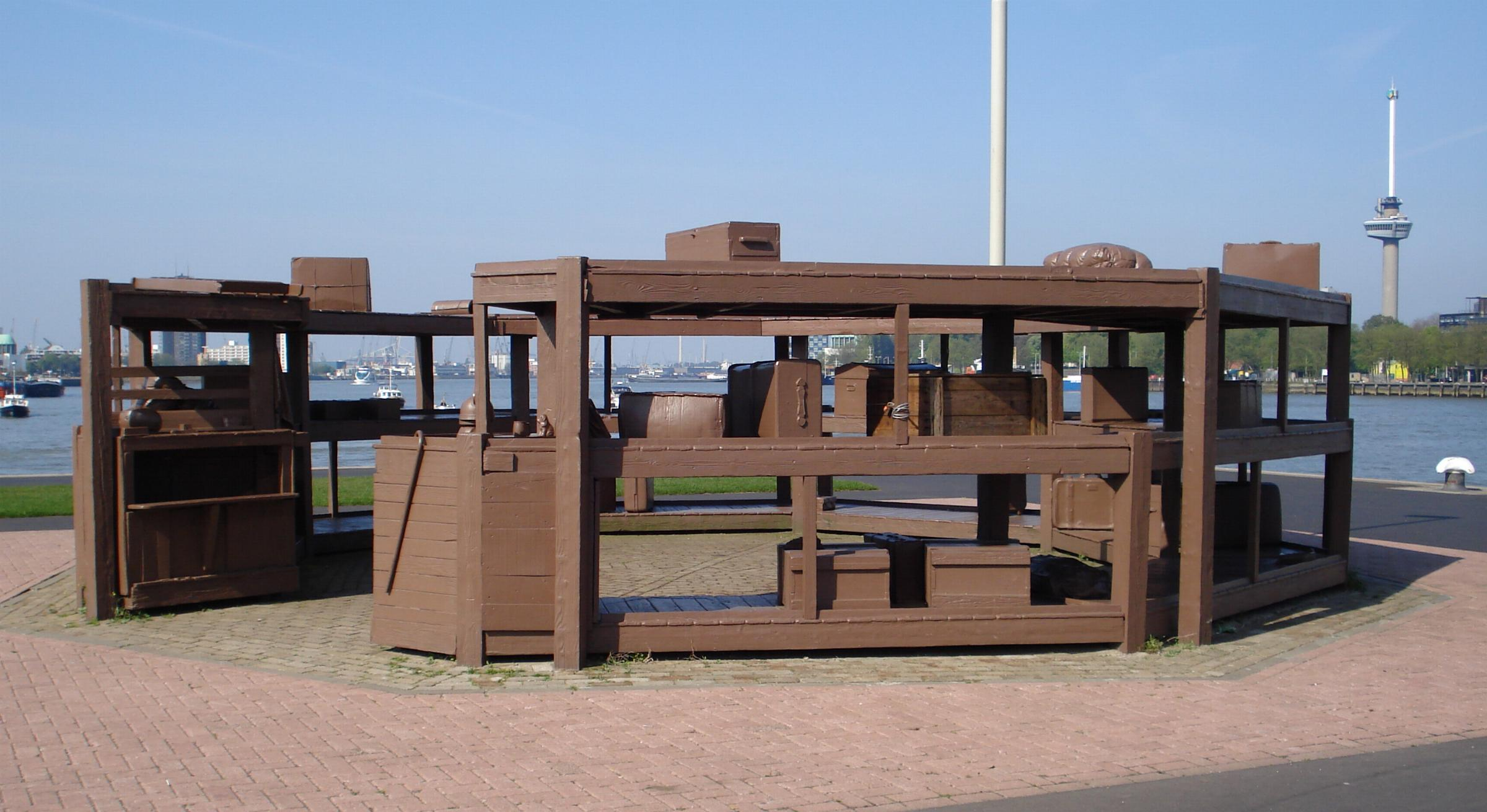
Escultura Lost Luggage Depot (depósito de bagagens extraviadas) feito pelo artista canadense Jeff Wall em 2001, em Wilhelminakade, Rotterdam.

Extravio de bagagem é o sinistro que ocorre quando uma ou mais bagagens são extraviados por um operadores de transportes público, sobretudo no transporte aéreo, mas também no marítimo, ferroviário e rodoviário.
Apenas no transporte aéreo, estima-se que cerca de 25 milhões de bagagens sofram extravio todos os anos. Isso significa que as malas despachadas pelos passageiros são perdidas pela companhia aérea durante a viagem.
De acordo com a Agência Nacional de Aviação Civil (ANAC), a companhia aérea é responsável pela bagagem desde o momento do despacho, no balcão de check-in, até a entrega para o passageiro no destino final.
Caso ocorra o extravio de uma bagagem, a empresa deve seguir as regras dispostas na Resolução nº 400 da Anac, principalmente no que se refere aos prazos de devolução do item perdido.

## Dados globais
Segundo dados do relatório "Insights em TI para Bagagens - 2024", da SITA, empresa de tecnologia para indústria de transporte aéreo, o extravio de bagagem atingiu 6,9 por mil passageiros em 2023.
A taxa representa uma queda em relação a 2022, quando chegou a 7,6 por mil passageiros. Essa redução ocorreu em meio a um aumento gradativo do fluxo de passageiros do transporte aéreo, que já superou o volume pré-pandemia do coronavírus.
Em comparação, desde 2007, o índice de extravio de bagagem caiu 63%, enquanto o tráfego de passageiros cresceu 111%. O principal fator associado a esse resultado é o investimento em tecnologia, principalmente inteligência artificial e manuseio automatizado de bagagens.

## Principais causas
Os motivos que podem levar a um extravio de bagagem são variados, mas, em geral, destacam-se os seguintes:
- Erro no processo de etiquetagem da bagagem;
- Falhas de logística no carregamento da bagagem, principalmente em conexões;
- Problemas de transporte devido a condições climáticas severas.[5]

## Direitos do consumidor
Em caso de extravio de bagagem, os direitos do consumidor estão amparados pela Resolução nº400, da Anac, pelo Código de Direito do Consumidor (CDC) e pelo Código Civil.
A companhia aérea tem o prazo máximo de 7 dias para restituição da bagagem em voo doméstico e de 21 dias em voo internacional. Porém, caso a devolução não ocorra em até 3 dias, o consumidor já pode ter direito a uma indenização por danos morais.
O valor da indenização é definido de acordo com a extensão do dano, mas, em média, fica entre R$3 mil e R$10 mil. Se o passageiro apresentar uma declaração do valor dos bens transportados na bagagem, a indenização seguirá essa referência.
Se a mala for devolvida com avarias ou sem a totalidade dos itens, a companhia aérea precisa ressarcir as perdas. Além disso, a empresa deve reembolsar possíveis gastos emergenciais que o passageiro tenha devido ao extravio da bagagem.

### Provas do extravio
Para ter acesso aos direitos previstos na legislação, o passageiro deve comprovar o extravio da bagagem, assim como qualquer tipo de dano ou violação. As orientações são as seguintes:
- Preencher o Registro de Irregularidade de Bagagem (RIB) diretamente no guichê da companhia aérea;
- Apresentar recibos de gastos de primeira necessidade ocorridos em razão do extravio;
- Se houver, apresentar declaração de valor dos itens contidos na bagagem;
- Em caso de avaria ou violação, fazer o registro na empresa aérea em até 7 dias após a devolução da bagagem;
- Acionar o Procon ou o Juizado Especial Cível caso a bagagem não seja devolvida no prazo estabelecido pela Anac.[1][5][6]